# Телекиу (Бихор)
Телекиу (рум. Telechiu) насеље је у Румунији у округу Бихор у општини Цецкеа. Oпштина се налази на надморској висини од 192 m.

## Становништво
Према подацима из 2002. године у насељу је живело 752 становника.

### Попис2002.
| Расподела становништва по националности 2002.‍ | Расподела становништва по националности 2002.‍ | Расподела становништва по националности 2002.‍ | Расподела становништва по националности 2002.‍ | Расподела становништва по националности 2002.‍ |
| --------------------------------------------- | --------------------------------------------- | --------------------------------------------- | --------------------------------------------- | --------------------------------------------- |
|                                               |                                               |                                               |                                               |                                               |
| Румуни                                        | Румуни                                        |                                               | 206                                           | 27,4%                                         |
| Мађари                                        | Мађари                                        |                                               | 261                                           | 34,7%                                         |
| Роми                                          | Роми                                          |                                               | 265                                           | 35,2%                                         |
| Словаци                                       | Словаци                                       |                                               | 20                                            | 2,7%                                          |